# Associazione Sportiva Calcio Viareggio 1972-1973
Questa voce raccoglie le informazioni riguardanti l'Associazione Sportiva Calcio Viareggio nelle competizioni ufficiali della stagione 1972-1973.

## Stagione
Sedicesima stagione di Serie C, III livello. Per due terzi di stagione, il Viareggio dà la sensazione di poter lottare per le prime posizioni. Ma alcuni risultati nella terza parte del campionato fanno pensare ai tifosi, che non ci sia volontà di salire (risalire) in Serie B da parte della dirigenza. È l'inizio della fine. Stanchezza, ma soprattutto questioni economiche e finanziarie.
Si gioca la prima edizione di Coppa Italia Serie C. Il Viareggio ha anche partecipato alla prima vera edizione di Coppa italia Professionisti.

## Rosa
| N. |                   | Ruolo | Calciatore          |
| -- | ----------------- | ----- | ------------------- |
|    | Italia (bandiera) | P     | Nello Banfi         |
|    | Italia (bandiera) | D     | Nilo Bini           |
|    | Italia (bandiera) | D     | Remo Bonzi          |
|    | Italia (bandiera) | A     | Carlo Bresciani     |
|    | Italia (bandiera) | A     | Fabrizio Brocchini  |
|    | Italia (bandiera) | A     | Dario Cavallito     |
|    | Italia (bandiera) | P     | Oreste Cinquini     |
|    | Italia (bandiera) | D     | Alberto Costantini  |
|    | Italia (bandiera) | D     | Edoardo Cupisti     |
|    | Italia (bandiera) | D     | Mauro Della Martira |

| N. |                   | Ruolo | Calciatore         |
| -- | ----------------- | ----- | ------------------ |
|    | Italia (bandiera) | C     | Eugenio Dinelli    |
|    | Italia (bandiera) | A     | Sergio Dossena     |
|    | Italia (bandiera) | C     | Rodrigo Ghiandi    |
|    | Italia (bandiera) | C     | Rossano Giampaglia |
|    | Italia (bandiera) | C     | Nicola Guidotti    |
|    | Italia (bandiera) | D     | Flavio Iori        |
|    | Italia (bandiera) | C     | Pietro Noris       |
|    | Italia (bandiera) | D     | Mauro Perazzini    |
|    | Italia (bandiera) | A     | Giampaolo Piaceri  |
|    | Italia (bandiera) | D     | Alberto Torrioni   |